# Cañitas (película)
Cañitas (Presencia) es una película de horror mexicana de 2007 dirigida por Julio César Estrada, basada en el libro "Cañitas" del investigador paranormal Carlos Trejo, la cual, está supuestamente basado en hechos reales. Cabe señalar que Carlos Menchaca firmó una disculpa pública por "lo que dice en el libro antes mencionado". Como eslogan de la película utilizaron la frase: "No es una película de terror... es de verdad", y llegó a las salas de cine poco después del estreno de otra película de terror mexicana, Kilómetro 31 en 2007. 

## Sinopsis
La película narra los sucesos paranormales que ocurrieron en una casa, ubicada en la calle de Cañitas No. 51, el barrio de Popotla, en la Ciudad de México, cuando una noche decidieron jugar la Ouija. Se relata cómo las personas presentes en ese momento fueron muriendo (una a una) de maneras extrañas y sospechosas.

## Reparto
- Armando Hernández ...  Carlos  Trejo
- Mariana Ávila ...  Sofía
- Francesca Guillén ...  Norma Trejo
- Juan Pablo Medina ...  Fernando
- Alex Lago ...  Jorge Trejo
- Alexis García ...  Luis Trejo
- Felipe Colombo ...  Emmanuel
- Elia Domenzain ...  Sol
- Juan Carlos Colombo ...  Pastor Lara
- René Campero ...  Brujo
- Angélica Aragón ...  Doña Elvia (Mamá de Fernando)
- Fernando Luján ...  Don Fernando (Papá de Fernando)
- Roberto Sosa ...  Taxista
- Fidel Zerda ... Presencia/Barman
- Rodrigo Ostap ...  Evaristo
- Jonathan Kano ... Rasta
- Miguel Romero ... César
- Eduardo Mendizábal ... Pablo
- Orlando Moguel ... Abel
- Sophie Alexander ...  Clienta Bar
- Ramiro Torres ...  Gery (Ayudante Brujo)
- Tere Monroy ... Vecina
- Alejandro de Legarreta ... Mesero
- Mario Cisneros Jr. ... Panteonero
- Raúl Torres de la Fuente..Amigo #1
- Andrea Valle ... Niña Presencia
- José Francisco Vásquez ... Joven Pandero
- Jorge Olayo Valles ... Joven Guitarra #1
- Andrés de Leo ... Joven Guitarra #2
- Teodoro Costa ... Hombre choque
- Jesús Casique ... Taxista #2
- Rodrigo Camarena ... Voz niño poseído
- María Inés Pintado ... Mujer poseída

## Premios
Nominada al Ariel 2008 a "Mejores efectos especiales Javier Moreno Buzzo y Alfonso Moreno Buzzo.